# 建築士
建築士（けんちくし、英語: architecture license）は、建築物の設計および工事監理を行う職業の免許、あるいはその免許を受けた者である。

## 概要
各国でいくつか相違があるが、それぞれの言語でアーキテクト(建築士)を意味する名称（中国語 建筑师、畫則師、スペイン語 Arquitecto、英語 Architect、ドイツ語Architekt等）に法的使用制限がある場合、免許を受けた有資格者のみがその名称の使用を許可されている。日本でも資格取得者のみが建築士の名称を使用することができる。また建築物の設計及び工事監理は公共の安全に重大な影響をもたらすので、一定の教育と経験がなければ建築士免許試験を受験することはできない。
日本で建築士が生まれた起源は、官製の職業免許である意味合いが強い。かつて日本では建築物の設計および工事監理は、大工などの職人がその役割を担っていた。このため従来から日本の建築業については設計施工一貫方式が社会的には行われており、社会的慣習として設計者の地位は確立していなかった。よって建築士を建築基準法の施行に合わせて、法的な資格として定めた経緯がある。
日本では建築士という資格名称で、建築物の質の向上に寄与するため、建築士法（昭和25年5月24日法律第202号）に拠って国家資格として定められた。建築士は「一級建築士、二級建築士及び木造建築士をいう」と定義されており、それぞれの建築士は「建築士の名称を用いて、建築物に関し、設計、工事監理その他の業務を行う者をいう」と定義されている。
施主である建築主は、工事を請け負わせる建築業者に間取りや意匠へ注文をするが、企業である建築業者は建築主の注文と工事費や工期ばかりを重視する余り、安全性への配慮を怠る危険性がある。したがって建築主の意識が及ばない技術領域での安全性を確保し、国民の財産と生命と健康を守るために建築基準法が制定された。そして建築基準法の目的を実現する手段として建築士制度が設けられた。

## 職務
建築士の職務は大きく3つに分けられる。
設計業務
一般には基本設計、実施設計の2段階で行われ、それぞれについて意匠設計、構造設計、設備設計が含まれる。
工事監理業務
建築主や現場管理者（施工者の置く現場監督）とは違う第三者の立場で、工事が設計図書のとおりに実施されているかを確認し、建築主への報告と施工者等への必要な指示を行う。
手続き業務
設計前における調査、企画等の業務や、建築工事契約に関する事務、建築工事の指導監督、既存建築物に関する調査、鑑定業務、開発許可、農地転用許可等の手続き業務、各種コンサルティング業務等、建築士の職務は多岐に渡り、それらの一部を専門に行う建築士もいる。

## 名称
建築士の英訳として使われる「Architect」（アーキテクト）の語源はギリシャ語のArkhitektonであり、Arkhiは英語でChief（主任）、Tektonは英語でBuilder（建築者）の意であることから、「主任建築者」というのが本来の意味である。
日本では1914年（大正3年）に全国建築士会が設立され、「建築士」という言葉をArchitectの訳語として使用するようになった。その後1915年（大正4年）に改称して日本建築士会となり、同会の情報誌「日本建築士」1929年（昭和4年）11月号には、イギリスやアメリカにおけるアーキテクトに相当する職業に従事する者のみを「建築士」と呼んでいた。
その後、1950年（昭和25年）に建築士法が制定され、資格名称とされた。こうして日本の「建築士」は必ずしも欧米などのアーキテクトないしストラクチャラル・エンジニアの観念とは一致しない。制度上は双方の整合性はなく、海外の建築家資格は直ちには「建築士」として認められない。
法務省作成の日本法令外国語訳データベースシステムでは、一級建築士の英訳として「first class architect」「class-1 architect」の2種が使われている。しかし、二級建築士と木造建築士については英訳されておらず、どの範囲をArchitectとして扱っているかは定かでない。
国土交通省作成の「オーストラリア（豪州）におけるアーキテクトの登録制度の概要」という資料中では、「アーキテクト（一級建築士）登録証」との表現もされていることから、概ね同省ではアーキテクト＝一級建築士と扱っている。日本の建築士試験の指定試験機関である公益財団法人建築技術教育普及センターでも、「日本においてアーキテクトに相当する資格は一級建築士です」と表示しているが、ここでも、一級建築士をアーキテクトとする一方、二級建築士と木造建築士についてはアーキテクトと扱うかどうかは明確にされていない。同センターの建築士の英訳としては「Architects and Building Engineers」と表示している。このため、Architect と Building Engineerという諸外国とは異なった職能を兼ねている資格名となっている。
戸谷英世『欧米の建築家、日本の建築士』（井上書院、2018）ではある旧建設省住宅局の元審議官の、日本の建築士および建築士法を紹介することになった際、日米両国の建築技術者を比較したところ、日本の建築士の実体に該当する英語が見つからず、日本の建築教育を吟味、検討した結果、アメリカの建築家に求められている知識、能力、経験および業務が、日本の建築士に義務づけている知識、
経験および業務に存在しないことを発見したとし、アメリカ社会で建築家（アーキテクト-Architect）と呼ばれている職能と、日本の建築士とは、能力、その資格要件とその業務の実体がまったく異質な職業としか考えられなかったため、建築士の英語訳に建築家の呼称（アーキテクト）を使うと、建築士の実態を英米語圏の人たちに伝えられないと判断せざるを得ないと考え、「建槃士」と「建築士法」の英文表記を、ローマ字で「KENCHIKUSHI」と「KENCHIKUSHIHOU」で記述せざるを得なかった経験談が記載されている。

### APECアーキテクト登録
国土交通省ウェブサイトにおいて、APECアーキテクト・プロジェクトについて「APEC域内における建築職能サービスの提供に関し、2000年5月のAPEC人材養成作業部会において、建築家の移動を促進する仕組みを構築することを目的としてオーストラリアがAPECアーキテクト・プロジェクトを提案し、プロジェクト開始が決定された」旨を記載しており、同省では、日本ではAPECアーキテクト登録のアーキテクトに一級建築士であることを要件とした。

## 各国の建築士制度
欧州の産業革命により発展した工業技術は明治維新の日本に持ち込まれ、それまで木造が主流であった日本に組石造や鉄筋コンクリート造の建築物が建てられるようになった。
従来の日本では大工の棟梁が設計と施工を統括していたが、欧州では設計と施工の職域が独立していた。
明治維新の先進的な建築では技術の見識を持つ建築家が設計を担当し施工者を指導して目的の性能を持つ建築物を完成させる分業が始まった。
その後は鉄骨造や膜構造など建築の構法が多様化し職域の専門化と分業化が進んでいる。
近年では意匠と構造と設備に独立した統括者を置くなど設計監理業務が組織化し企業化する傾向にある。
建築物の製造者責任と完成後の維持保全についても社会的関心が高まり、資格者である1人の建築士が全ての責任を負うべきか議論が必要になっている。
日本の建築士制度(1950)の特徴は建築設計者の資格と技術者資格が一体になっていることで, このため建築士の登録者数が多いとされる。日本の建築士の数と欧米諸国の建築家の数を比較すると, イギリス約3万人,アメリカ約8万人に対して、日本の1級建築士の数は32万6000人(2007)を超えており, 日本の建築士の数は圧倒的に多い。これは建築士制度に更新制がない生涯資格であること、建築設計者だけでなく、建築関係の技術者を含んでいることなどのためであるとされている。MABコンサルティング代表の中小企業診断士で(社)中小企業診断協会東京支部建設業経営研究会幹事、NPO消費者住宅フォーラム理事の阿部守や樋口忠彦新潟大学名誉教授など、土木技術者・土木工学者で取得しているものや坂井信行や司波寛など土木出身で都市計画業に従事しているもの、塩田敏志や佐々木葉二など、ランドスケープアーキテクトで取得しているもの、構造エンジニアや建築設備技術者、建築施工技術者などまで日本の一級建築士の中には責任ある立場で建築設計等の業務を行っていない者が含まれており、諸外国のアーキテクトとは性質が違うことが指摘されている。この問題について、現に一級建築士事務所の開設者かつ管理建築士である者をもってアーキテクトとするのが妥当であるとの立場では、日本におけるアーキテクトは人口1万人あたり5人程度となり、諸外国のアーキテクト人口比率と同程度の数値となるが、構造設計事務所や建築設備設計事務所の開設者の建築士事務所も、一級建築士の所属する職場、例えば官公庁や自治体建築部局、建設会社設計部所や一級建築士事務所登録をする住宅メーカーや不動産会社なども管理建築士を有する一級建築士事務所である。

### 日本の建築士制度
年1回行われる建築士試験に合格し、管轄行政庁（国土交通大臣または都道府県知事）から免許を受け、設計・工事監理などを行う。建築士資格の種類により、設計・工事監理できる建築物の規模等に違いがある。近年では建築構造と建築設備の各分野においてそれぞれ構造一級建築士、設備一級建築士の制度を発足させている。2020年4月1日時点での累計登録者数は、一級建築士は371,184人(最高齢は140歳以上となるが実際には半数以上が死亡している。また、法定講習受講者数から現役一級建築士は14万人程度であることがわかる。一級建築士事務所は74,732社)、二級建築士は775,032人(同じく半数以上が死亡しており、現役二級建築士は20万人程度。二級建築士事務所は25,095社)、木造建築士は18,364人(制度が新しいため多くは存命であるが、現役木造建築士は1万人程度。木造建築士事務所は215社)となっている。
ごく小規模なものを除き、建築物の設計又は工事監理を行うには建築士の免許が必要である。他の多くの資格と違い、この制限は報酬を得なくとも、業としてでなくとも適用され、たとえ本人の住む家であっても例外ではない。これは建築物が多くの人の生活に密接に関わり、場合によっては命を奪う凶器にもなりかねないことからなされている制限である。医療行為ですら業としてでなければ医師以外の者が行うことを禁止していないことから、建築士の行う設計又は工事監理は大変重い社会的責任の元にあり、公共的性格の強いものであると言える。
1951年から1967年までは5科目（建築計画・建築法規・建築構造・建築施工・建築設計製図）で試験を実施、1968年からは学科試験（建築計画・建築法規・建築構造・建築施工）を合格した者が、設計製図試験を受験できる2段階方式に移行した。2005年の耐震強度偽装事件の結果、2006年に建築士法が改正(2008年施行)され、定期講習の義務化、受験資格要件の見直しなどが実施された。これにより、従来の学科認定が指定科目制(4年ごとに再確認)となった。実務経験要件も設計・工事監理等に資するものに限定された。また、構造設計一級建築士、設備設計一級建築士が設けられ、建築確認審査が厳格化された。

#### 種類及び内容
建築士には、一級建築士、二級建築士、木造建築士の3種類があり、その資格により設計・工事監理できる建築物に違いがある。また、いずれかの建築士免許を前提とした資格として管理建築士の免許があり、一級建築士免許を前提とした資格として構造設計一級建築士と設備設計一級建築士の免許がある。

##### 一級建築士
一級建築士は、国土交通大臣の免許を受け、一級建築士の名称を用いて、設計・工事監理等の業務を行うものである（建築士法第二条第2項）。
各号に掲げる建築物を新築する場合においては、一級建築士 でなければ、その設計又は工事監理をしてはならない。 （建築士法第3条）。
1. 学校・病院・劇場・映画館・公会堂・集会場・百貨店の用途に供する建築物で、延べ面積が500 m2を超えるもの
2. 木造建築物または建築の部分で、高さが13 mまたは軒の高さが9 mを超えるもの
3. 鉄筋コンクリート造、鉄骨造、石造、れん瓦造、コンクリートブロック造もしくは無筋コンクリート造の建築物または建築の部分で、延べ面積が300 m2、高さが13 m、または軒の高さが9 mを超えるもの
4. 延べ面積が1000 m2を超え且つ階数が2階以上のもの

###### 構造設計一級建築士
一定規模以上の建築物（木造で高さ13 m超又は軒高9 m超、鉄骨造で軒高9m超、RC造又はSRC造で高さ20 m超、その他政令で定める建築物）の構造設計については、構造設計一級建築士が自ら設計を行うか、構造設計一級建築士に構造関係規定への適合性の確認を受ける必要がある。構造設計一級建築士は、構造設計事務所に所属又は主宰する例が多くみられる。構造設計一級建築士は、一級建築士として5年以上の構造設計に関わる業務経験を持ち、構造設計一級建築士講習を受講した後、修了考査の合格後に
構造設計一級建築士証の交付を受けたものを言う。

###### 設備設計一級建築士
一定規模以上の建築物（階数3以上かつ5000 m2超の建築物）の設備設計については、設備設計一級建築士が自ら設計を行うか、設備設計一級建築士に設備関係規定への適合性の確認を受ける必要がある。設備設計一級建築士は、設備設計事務所に所属又は主宰する例が多くみられる。設備設計一級建築士は、一級建築士として5年以上の設備設計に関わる業務経験を持ち、設備設計一級建築士講習を受講した後、修了考査の合格後に設備設計一級建築士証の交付を受けたものを言う。尚、一級建築士に加え建築設備士の資格を有する者は、4年以上の設備設計に関わる業務経験が受講資格となる。
上記の二つの建築士は英語圏ではそれぞれStructural Engineer、Equipment Plannerと呼ばれ、アーキテクトに含まれない職種として区別することがある。

##### 二級建築士
二級建築士は、都道府県知事の免許を受けて、二級建築士の名称を用いて、設計・工事監理等の業務を行うものである（建築士法第二条第3項）。
各号に掲げるものを新築する場合においては、一級建築士又は二級建築士でなければ、その設計又は工事監理を してはならない（建築士法第三条の二）。
1. 鉄筋コンクリート造、鉄骨造、石造、れん瓦造、コンクリートブロック造もしくは無筋コンクリート造の建築物または建築の部分で、延べ面積が30 m2 を超えるもの
2. 延べ面積が100 m2（木造の建築物にあっては、300 m2）を超え、又は階数が3以上の建築物（ただし、第3条の2第3項に都道府県の条例により規模を別に定めることもできるとする規定がある）。

##### 木造建築士
1984年から制定された資格。木造建築士は、都道府県知事の免許を受け、木造建築士の名称を用いて、木造の建築物に関し、設計、工事監理等の業務を行う者である。
木造の建築物で、延べ面積が100 m2を超えるものを新築する場合においては、一級建築士、二級建築士又は木造建築士でなければ、その設計又は工事監理をしてはならない。
つまり、木造建築士は、木造建築物で延べ面積が300 m2以内、かつ2階以下のものを設計・工事監理ができる。

##### 管理建築士
建築士事務所の開設者は、その事務所を管理する専任の一級建築士、二級建築士又は木造建築士を置かなければならない（建築士法第24条第1項）。これを管理建築士という（建築士法第24条第2項）。
2008年11月28日以降、建築士として3年以上の設計その他の国土交通省令で定める業務に従事した後、国土交通大臣の登録を受けた登録講習機関が行う管理建築士講習の課程を修了することが要件となっている（建築士法第24条第2項）。

##### 建築士の定期講習制度
2010年11月28日に施行された建築士法の第22条、第22条の2には、建築士事務所に所属している建築士は3年以上5年以内において国土交通省令で定める期間ごとに、一度、定期講習を受ける義務があると定められている。なお、建築士法施行規則において、この期間は、3年以内と定められている。

##### その他
一級建築士、二級建築士、木造建築士が設計するもの以外の小規模な建物は建築士の免許がない者でも設計できるが、建築確認申請は必要であり、添付する設計図書等の作成を代理できるのは建築士と行政書士に限られる。
- 木造建築物で延べ面積が100 m2以内、かつ2階以下のもの
- 鉄筋コンクリート造、鉄骨造、石造、れん瓦造、コンクリートブロック造もしくは無筋コンクリート造の建築物または建築の部分で、延べ面積が30 m2以下、2階以下で、高さが13 mまたは軒の高さが9 m以内のもの

なお、防火地域及び準防火地域外における10 m2以内の増築については、建築確認申請も不要となるが、建築基準関係規定への適合は必要であり、違反建築物には取り壊し命令が出される場合もある。

#### 関連業務

##### 行政手続き等
建築士は一定規模以上の「設計」及び「工事監理」ができるとともに、建築士法第21条によって「建築に関する法令若しくは条例の規定に基づく手続の代理その他の業務」が定められており、建築士は「建築に関する」ものである限り広範な業務を行うことができる。主な行政先例は下記の通り。
- 開発許可制度
  - 都市計画法に基づく開発行為において、一ヘクタール以上の開発行為の場合は、設計者の資格を都市計画法施行規則第19条で一級建築士等に定めているが、一ヘクタール未満の開発行為に係る許可申請書は一級建築士、二級建築士及び行政書士が作成できる。（昭和53年2月13日 自治省行政課決定）なお、この決定以降に木造建築士が創設され、木造建築士も作成できる。
- 農地転用
  - 建築士は関連業務として、農地転用許可申請ができる。（平成5年3月17日 茨城県土木部都市局建築指導課照会 建設省住宅局建築指導課回答）
- 住宅金融公庫
  - 住宅金融公庫法に基づく住宅融資申請手続及び現場審査申請等一連の手続は、建築士法第21条に規定する建築に関する手続の代理その他の業務に該当する。（昭和57年7月13日建指発9号 青森県土木部長宛 建設省住宅局建築指導課長回答）
- 工作物
  - 建築士法上、工作物（建築基準法第2条第1号に規定する建築物に該当する工作物を除く）に係る確認申請については、建築士法第21条の建築に関する手続きの代理その他の業務に該当する。（昭和53年4月7日建第20号 静岡県行政書士会会長宛 静岡県都市住宅部建築課長回答）
- 位置指定道路
  - 業として道路位置の指定の申請代理人になることは、建築士法第23条による建築士事務所の登録を受けた者並びに行政書士法第6条の登録を受けた者にそれぞれ認められています。なお、現在、県の基準として関係各土木事務所に配布している「道路位置の指定の取扱い要領」では、申請代理人及び図面作成者は原則として建築士法第23条の登録を受けた者としています。これは、道路位置の指定が一種の開発行為であり、都市計画法に基づく宅地開発、建築基準法に基づく道路位置指定に関する諸基準並びに関係法令の内容に精通していることが望ましいことを考慮したものです。要件を満した適正な図面が作成されるのであれば、申請代理人が建築士でないことを理由に申請書の受理を拒否することはありません。（昭和57年5月28日広第172号 県政モニター 行政書士 安田康一宛 茨城県企画部長回答）

##### 技術者等として従事できる場合
設計・工事監理としての色が強い建築士だが、他の法律で定める技術者等として従事することもできる。
- 建設業法（業種は多岐にわたるため記載省略）
  - 一級建築士、二級建築士、木造建築士は、一般建設業における「専任技術者」となることができる。
  - 一級建築士は、特定建設業における「専任技術者」となることができる。
  - 一級建築士、二級建築士、木造建築士は、小規模工事現場における建設工事の施工の技術上の管理をつかさどる「主任技術者」となることができる。
  - 一級建築士は、監理技術者講習を受講することで、大規模工事現場における建設工事の施工の技術上の管理をつかさどる「監理技術者」となることができる。
- 消防法
  - 一級建築士は、防火管理について1年以上の実務経験を有することで、防火管理上必要な業務を行う「防火管理者」となることができる。
  - 一級建築士は、登録検定機関が行う特殊消防用設備等の性能に関する評価を行うことができる。
  - 一級建築士、二級建築士は、設計、工事監理、指導監督について5年以上の実務経験を有し、かつ講習を修了することで、「防火対象物点検資格者」となることができる。
  - 一級建築士、二級建築士は、講習の課程を修了することで、「消防設備点検資格者」となることができる。
- 建設工事に係る資材の再資源化等に関する法律（建設リサイクル法）
  - 一級建築士は、解体工事の技術上の管理をつかさどる「技術管理者」となることができる。
- 建築物における衛生的環境の確保に関する法律（建築物衛生法）
  - 一級建築士は、講習会の課程を修了することで、特定建築物の維持管理が環境衛生上適正に行なわれるように監督する「建築物環境衛生管理技術者」となることができる。
- 都市計画法
  - 一級建築士は、2年以上の実務経験を有することで、一定規模を超える開発許可申請の「設計者」となることができる。
- 宅地造成及び特定盛土等規制法
  - 一級建築士は、宅地造成工事規制区域において一定規模を超える宅地造成に関する工事の「設計者」となることができる。
- 建築基準法
  - 一級建築士、二級建築士は、特定建築物調査員・建築設備検査員・防火設備検査員・昇降機等検査員の資格によらずとも、特定建築物定期調査・建築設備定期検査及び報告を行うことができる。
- 官公庁施設の建設等に関する法律
  - 一級建築士、二級建築士は、国家機関の建築物の「点検者」となることができる。
- 労働安全衛生法
  - 一級建築士は、労働災害の防止を図るための「計画作成者」となることができる。
- エネルギーの使用の合理化等に関する法律（省エネ法）
  - 一級建築士は、登録建物調査機関の行う建築物調査の「調査員」となることができる。
- マンションの管理の適正化の推進に関する法律（マンション管理適正化法）
  - 一級建築士は、マンション管理士又は管理業務主任者の登録実務講習における「マンションの建物及び付属設備の維持又は修繕に関する企画又は実施の調整に関する科目」の「講師」となることができる。
- 住宅の品質確保の促進等に関する法律
  - 一級建築士、二級建築士、木造建築士は、講習を修了することで、登録住宅性能評価機関の「評価員」となることができる。
  - 一級建築士は、評価員として3年以上の実務経験を有することで、登録住宅性能評価機関の評価員となるために必要な講習における「住宅性能評価に関する実務に関する科目」の「講師」となることができる。
  - 一級建築士は、評価員として5年以上の実務経験を有することで、登録住宅型式性能認定等機関の「認定員」となることができる。
- 地震対策推進条例
  - 一級建築士、二級建築士、木造建築士は、養成講習を受講することにより、大地震により被災した建築物を調査する「応急危険度判定士」となることができる。
- 公共事業の前払金保証事案に関する法律（第3条、第4条及び第19条第3号）および建設コンサルタント登録規程（S52.4.15建設省告示第717号）第3条第1号ロ 別表
  - 建設コンサルタント登録（都市及び地方計画）により、国土交通省に部門登録をする場合の専任技術管理者。技術士の他は一級建築士が該当。一級取得後、都市及び地方計画に関しての実務経験5年以上の者を条件としている
  - 建設コンサルタント業務等の管理技術者等要件で建設コンサルタントとして国土交通省に部門登録をする場合の専任技術管理者と共通で、法による登録を受けている者は、建設コンサルタント委託業務等の管理技術者と照査技術者となることができる。

#### 建築士が対象となる職
- 建築主事 - 建築確認や建築工事完了検査などを行う地方公共団体の職員。改正前の建築基準法においては一級建築士免許を持たなくても一定の行政経験があれば旧建築主事試験は受験でき、そして旧建築主事試験に合格し、建築主事の資格は得ることができた。改正後は一級建築士試験に合格し、国土交通省の建築基準適合判定資格者検定に合格した者のなかから、市町村長あるいは都道府県知事が任命する。現行の建築基準法においては、一級建築士免許の試験合格または所持が、建築基準適合判定資格者検定の受験資格の前提条件となっている。
- APECエンジニア - 建設関連ではCivil Engineering（土木）とStructural Engineering（構造）の2分野があり、日本において構造のAPECエンジニアで登録がなされるものに対応する国内の資格者として、技術士の他に構造エンジニアの一級建築士が挙げられている。
- 技術曹 - 陸上自衛隊、海上自衛隊、航空自衛隊の技術曹として、一級建築士で23歳以上であれば1等曹、30歳以上であれば曹長となることができる。また、二級建築士は21歳以上であれば2等曹となることができる。なお、木造建築士は階級に影響せず、20歳以上で3等曹となることができる。

#### 資格試験での免除
- 弁理士（国家資格）
  - 一級建築士は、論文式筆記試験の選択科目「理工I（機械・応用力学）」が免除される。
- 土地家屋調査士（国家資格）
  - 一級建築士、二級建築士は、筆記試験の一部（土地及び家屋の調査及び測量に関する知識及び技能である測量及び作図）が免除される。
- 建築施工管理技士（国家資格）
  - 一級建築士は、1級建築施工管理技士又は2級建築施工管理技士の「学科試験」が免除される。
- 技能士（国家資格）
  - 一級建築士、二級建築士又は木造建築士は、1級建築大工技能士、2級建築大工技能士、3級建築大工技能士又は枠組壁建築技能士の「学科試験」が免除される。また、一級建築士、二級建築士は、1級ブロック建築技能士又は2級ブロック建築技能士の「学科試験」が免除される。
- 職業訓練指導員（国家資格）
  - 一級建築士は、職業訓練指導員（建築科）、職業訓練指導員（枠組壁建築科）、職業訓練指導員（ブロック建築科）、職業訓練指導員（防水科）又は職業訓練指導員（プレハブ建築科）の「系基礎学科及び専攻学科の試験」が免除される。
- インテリアプランナー（民間資格）
  - 一級建築士は、「学科試験」が免除される。
- 商業施設士（民間資格）
  - 一級建築士、二級建築士、木造建築士は、学科試験の「施設計画」が免除される。
- 補償業務管理士（民間資格）
  - 一級建築士、二級建築士、木造建築士は、物件部門又は事業損失部門の専門科目の「筆記試験」が免除される。
- 建築積算士（民間資格）
  - 一級建築士、二級建築士、木造建築士は、「一次試験」が免除される。
- インテリア設計士（民間資格）
  - 一級建築士は、1級インテリア設計士の「実技試験」が免除され、2級インテリア設計士の「実技試験」と「学科試験」が免除される。また、二級建築士、木造建築士は、2級インテリア設計士の「実技試験」が免除される。
- 損害保険登録鑑定人（民間資格）
  - 一級建築士、二級建築士は、2級又は3級の科目「建築」が免除される。また、一級建築士は、1級の科目「建築」が免除される。
- 屋外広告士（民間資格）
  - 一級建築士、二級建築士は、学科試験の「設計・施工」と実技試験「屋外広告物の設計またはデザイン」が免除される。

#### 建築士試験
試験は年1回行われ、「学科の試験」と「設計製図の試験」に分かれている。「設計製図の試験」は「学科の試験」に合格しなければ受験することができず、前年度に「学科の試験」に合格した者は当該年度の「学科の試験」が免除される。
一級建築士試験では、複雑高度な技術を要する建築物の設計及び工事監理や、二級建築士、木造建築士の指導に携わるのに必要な知識、技術、職業倫理が問われる。
二級建築士試験、木造建築士試験では、個人住宅など日常生活に必要な建築物の設計及び工事監理に必要な知識、技術、職業倫理が問われる。
出題される問題は、建築技術教育普及センターから委任を受けた大学教授らの有識者グループが作成する。作成者には資格の有無は問われない。

建築士受験に際しての資格取得予備校なども存在する。

##### 受験資格・免許登録資格
2008年11月28日改正の建築士法以前は、所定の学校や職業訓練施設の課程を修めて卒業後、所定の実務経験を積むことで建築士試験の受験資格が得られる方式であった。
2008年度（平成20年度）以前の入学者に適用される（旧）学歴要件について、一級建築士の場合、条件区分と建築に関する最終卒業学校の学科・課程と学歴資格、建築実務の経験年数は、（一）に大学（旧制大学含む）の場合、建築または土木系学科卒業後建築実務の経験年数2年以上
、（二）に3年制短期大学（夜間部を除く）の場合、建築または土木系学科卒業後建築実務の経験年数3年以上
、（三）に2年制短期大学の場合、建築または土木系学科卒業後建築実務の経験年数4年以上で
、高等専門学校（旧制専門学校を含む）の場合、建築または土木系学科建築実務の経験年数卒業後4年以上
、（四）に二級建築士の場合、二級建築士として建築実務の経験年数4年以上
である。
この他に、（五）その他国土交通大臣が特に認める者（平成20年国土交通省告知第745号ほか）では
、建築設備士が整備士として建築実務の経験年数4年以上
、そのほかは所定の年数以上
としている。現在の設備一級建築士は建築設備技術者専門の資格として設置されたが、受験資格に、昭和25年の建築士法制定時、建築士の受験資格を電気工学科、機械工学科出身者に与えないこととした経緯が残る。その理由について建築士資格提案者の田中角栄衆議院議員（当時）は「議論の余地があるが、建設工学的な面で、電気、機械、衛生等の学科まで、土木、建築と同日に論ずることに疑問がある」と回答している。
二級建築士の場合、条件区分と建築に関する最終卒業学校の学科・課程と学歴・資格、建築実務の経験年数は
、（一）に大学（旧制大学含む）または高等専門学校（旧制専門学校を含む）卒業者では
、建築系学科卒業後は即受験可能であるが、土木系学科は卒業後の建築実務の経験年数1年以上
、（二）に高等学校（旧制中等学校を含む）建築または土木系学科卒業後の建築実務の経験年数3年以上
である。
2018年12月14日改正・2020年3月1日施行の建築士法により、実務経験は原則建築士免許の登録要件とされ、建築士試験の受験には原則実務経験を要さないこととなった。
指定科目の分類（2008年改正以前、二級建築士の場合）
| 建築に関する学歴等 | 建築に関する学歴等 | 建築に関する学歴等 | 建築に関する学歴等 | 建築実務の経験年数 |
| --- | --- | --- | --- | ------------------ |
| 大学 （旧制大学を含む） | 経営工学（建築専攻）、建築設備工学、構造工学、住居学、環境工学、環境設計学、建設工学等                                                                                            | 経営工学（建築専攻）、建築設備工学、構造工学、住居学、環境工学、環境設計学、建設工学等                                                                                            | 経営工学（建築専攻）、建築設備工学、構造工学、住居学、環境工学、環境設計学、建設工学等                                                                                      | 0年                |
| 大学 （旧制大学を含む） | 経営工学（土木専攻）、都市工学、衛生工学、交通土木工学、建築基礎工学 農業工学、農林工学、農業土木、農林土木、社会工学等                                                           | 経営工学（土木専攻）、都市工学、衛生工学、交通土木工学、建築基礎工学 農業工学、農林工学、農業土木、農林土木、社会工学等                                                           | 経営工学（土木専攻）、都市工学、衛生工学、交通土木工学、建築基礎工学 農業工学、農林工学、農業土木、農林土木、社会工学等                                                     | 卒業後 1年以上     |
| 大学（旧制大学、短期大学を含む） 又は高等専門学校（旧制専門学校を含む）                                                                                 | 建築 | 建築 | 建築 | 0年                |
| 大学（旧制大学、短期大学を含む） 又は高等専門学校（旧制専門学校を含む）                                                                                 | 土木 | 土木 | 土木 | 卒業後 1年以上     |
| 大学（旧制大学、短期大学を含む） 又は高等専門学校（旧制専門学校を含む）                                                                                 | 工芸、家内工芸、木材工芸、工芸図案、工芸デザイン、デザイン、工業デザイン、産業デザイン、 工業経営（建設、機械）、機械、造船、航空、農業工学、農林工学、農業土木、農林土木等       | 工芸、家内工芸、木材工芸、工芸図案、工芸デザイン、デザイン、工業デザイン、産業デザイン、 工業経営（建設、機械）、機械、造船、航空、農業工学、農林工学、農業土木、農林土木等       | 工芸、家内工芸、木材工芸、工芸図案、工芸デザイン、デザイン、工業デザイン、産業デザイン、 工業経営（建設、機械）、機械、造船、航空、農業工学、農林工学、農業土木、農林土木等 | 卒業後 2年以上     |
| 高等学校 （旧制中等学校を含む） | 建築 | 建築 | 建築 | 卒業後 3年以上     |
| 高等学校 （旧制中等学校を含む） | 土木 | 土木 | 土木 | 卒業後 3年以上     |
| 高等学校 （旧制中等学校を含む） | 設備工学 | 設備工学 | 設備工学 | 卒業後 3年以上     |
| 高等学校 （旧制中等学校を含む） | 工芸、家内工芸、木材工芸、工芸図案、工芸デザイン、デザイン、工業デザイン、産業デザイン、 工業経営（建設、機械）、機械、造船、航空、農業工学、農林工学、農業土木、農林土木等       | 工芸、家内工芸、木材工芸、工芸図案、工芸デザイン、デザイン、工業デザイン、産業デザイン、 工業経営（建設、機械）、機械、造船、航空、農業工学、農林工学、農業土木、農林土木等       | 工芸、家内工芸、木材工芸、工芸図案、工芸デザイン、デザイン、工業デザイン、産業デザイン、 工業経営（建設、機械）、機械、造船、航空、農業工学、農林工学、農業土木、農林土木等 | 卒業後 4年以上     |
| 職業訓練校 （高卒後） | 建築、建築製図、ブロック建築、プレハブ建築、建設等 | 建築、建築製図、ブロック建築、プレハブ建築、建設等 | 修業3年 | 修了後 1年以上     |
| 職業訓練校 （高卒後） | 建築、建築製図、ブロック建築、プレハブ建築、建設等 | 建築、建築製図、ブロック建築、プレハブ建築、建設等 | 修業2年 | 修了後 2年以上     |
| 職業訓練校 （高卒後） | 建築、建築製図、ブロック建築、プレハブ建築、建設等 | 建築、建築製図、ブロック建築、プレハブ建築、建設等 | 修業1年 | 修了後 3年以上     |
| 職業訓練校 （中卒後） | 建築、建築製図、ブロック建築、プレハブ建築、建設等 | 建築、建築製図、ブロック建築、プレハブ建築、建設等 | 修業3年 | 修了後 3年以上     |
| 職業訓練校 （中卒後） | 建築、建築製図、ブロック建築、プレハブ建築、建設等 | 建築、建築製図、ブロック建築、プレハブ建築、建設等 | 修業2年 | 修了後 4年以上     |
| 職業訓練校 （中卒後） | 建築、建築製図、ブロック建築、プレハブ建築、建設等 | 建築、建築製図、ブロック建築、プレハブ建築、建設等 | 修業1年 | 修了後 5年以上     |
| 専修学校 （高卒が入学資格) 又は 各種学校 （高卒が入学資格)                                                                                              | 建築 | 区分I（注） | 修業2年 | 0年                |
| 専修学校 （高卒が入学資格) 又は 各種学校 （高卒が入学資格)                                                                                              | 建築 | 区分II（注） | 修業2年 | 卒業後 1年以上     |
| 専修学校 （高卒が入学資格) 又は 各種学校 （高卒が入学資格)                                                                                              | 建築 | 区分II（注） | 修業1年 | 卒業後 2年以上     |
| 専修学校 （高卒が入学資格) 又は 各種学校 （高卒が入学資格)                                                                                              | 建築 | 区分III（注） | 修業2年 | 卒業後 2年以上     |
| 専修学校 （高卒が入学資格) 又は 各種学校 （高卒が入学資格)                                                                                              | 建築 | 区分III（注） | 修業1年 | 卒業後 3年以上     |
| 専修学校 （高卒が入学資格) 又は 各種学校 （高卒が入学資格)                                                                                              | 土木、工芸、家内工芸、木材工芸、工芸図案、工芸デザイン、デザイン、工業デザイン、 産業デザイン、工業経営（建設、機械）、機械、造船、航空、農業工学、農林工学、農業土木、農林土木等 | 土木、工芸、家内工芸、木材工芸、工芸図案、工芸デザイン、デザイン、工業デザイン、 産業デザイン、工業経営（建設、機械）、機械、造船、航空、農業工学、農林工学、農業土木、農林土木等 | 修業2年 | 卒業後 2年以上     |
| 専修学校 （高卒が入学資格) 又は 各種学校 （高卒が入学資格)                                                                                              | 土木、工芸、家内工芸、木材工芸、工芸図案、工芸デザイン、デザイン、工業デザイン、 産業デザイン、工業経営（建設、機械）、機械、造船、航空、農業工学、農林工学、農業土木、農林土木等 | 土木、工芸、家内工芸、木材工芸、工芸図案、工芸デザイン、デザイン、工業デザイン、 産業デザイン、工業経営（建設、機械）、機械、造船、航空、農業工学、農林工学、農業土木、農林土木等 | 修業1年 | 卒業後 3年以上     |
| 専修学校 （中卒が入学資格) 又は 各種学校 （中卒が入学資格)                                                                                              | 建築 | 建築 | 修業2年 | 卒業後 4年以上     |
| 専修学校 （中卒が入学資格) 又は 各種学校 （中卒が入学資格)                                                                                              | 建築 | 建築 | 修業1年 | 卒業後 5年以上     |
| 専修学校 （中卒が入学資格) 又は 各種学校 （中卒が入学資格)                                                                                              | 土木 | 土木 | 修業2年 | 卒業後 5年以上     |
| 専修学校 （中卒が入学資格) 又は 各種学校 （中卒が入学資格)                                                                                              | 土木 | 土木 | 修業1年 | 卒業後 6年以上     |
| 職業訓練大学校 建築（長期指導員訓練課程）、職業訓練短期大学校 建築、中央鉄道学園 建築（大学課程）、国立工業教員養成所 建築、官立実業学校教員養成所 建築 | 職業訓練大学校 建築（長期指導員訓練課程）、職業訓練短期大学校 建築、中央鉄道学園 建築（大学課程）、国立工業教員養成所 建築、官立実業学校教員養成所 建築                           | 職業訓練大学校 建築（長期指導員訓練課程）、職業訓練短期大学校 建築、中央鉄道学園 建築（大学課程）、国立工業教員養成所 建築、官立実業学校教員養成所 建築                           | 職業訓練大学校 建築（長期指導員訓練課程）、職業訓練短期大学校 建築、中央鉄道学園 建築（大学課程）、国立工業教員養成所 建築、官立実業学校教員養成所 建築                     | 0年                |
| 防衛大学校 土木、国立工業教員養成所 土木、官立実業学校教員養成所 土木                                                                                   | 防衛大学校 土木、国立工業教員養成所 土木、官立実業学校教員養成所 土木 | 防衛大学校 土木、国立工業教員養成所 土木、官立実業学校教員養成所 土木 | 防衛大学校 土木、国立工業教員養成所 土木、官立実業学校教員養成所 土木 | 卒業後 1年以上     |

（注）区分I、II、IIIはそれぞれの課程により、異なる。
この他に
、（三）にその他国土交通大臣が特に認める者（「知事が定める建築士法第15条三号に該当する者の基準」に適合する者は所定の年数以上で学校教育法による学校卒業者ごとに細かく建築実務の必要経験年数の設定がなされている。
建築士法の改正に伴い、2009年度入学の学生からは、同じ学校の同じ学科や職業訓練施設の課程を卒業したとしても、指定科目の履修状況と単位の取得状況によりそれぞれ必要な建築実務の経験年数が異なることとなった。
具体的には、四年制大学、防衛大学校、職業能力開発総合大学校長期課程又は職業能力開発総合大学校東京校応用課程の卒業者、高等専門学校（本科と専攻科）、職業能力開発大学校（応用課程の卒業者）、専修学校（修業年限が4年であるもの）で単位数により卒業後2年以上から4年以上、短期大学（修業年限が3年であるもの）で単位数により卒業後3年以上から4年以上、短期大学、高等専門学校（本科）、職業能力開発総合大学校（専門課程のみの卒業者）、職業能力開発大学校（専門課程のみの卒業者）、職業能力開発短期大学校で卒業後4年以上の実務経験が必要と定められた。
指定科目の分類別必要単位数
| 分類               | 4年制教育課程 | 4年制教育課程 | 4年制教育課程 | 3年制教育課程 | 3年制教育課程 | 2年制教育課程 |
| ------------------ | ------------- | ------------- | ------------- | ------------- | ------------- | ------------- |
| (1)建築設計製図    | 7単位以上     | 7単位以上     | 7単位以上     | 7単位以上     | 7単位以上     | 7単位以上     |
| (2)建築計画        | 7単位以上     | 7単位以上     | 7単位以上     | 7単位以上     | 7単位以上     | 7単位以上     |
| (3)建築環境工学    | 2単位以上     | 2単位以上     | 2単位以上     | 2単位以上     | 2単位以上     | 2単位以上     |
| (4)建築設備        | 2単位以上     | 2単位以上     | 2単位以上     | 2単位以上     | 2単位以上     | 2単位以上     |
| (5)構造力学        | 4単位以上     | 4単位以上     | 4単位以上     | 4単位以上     | 4単位以上     | 4単位以上     |
| (6)建築一般構造    | 3単位以上     | 3単位以上     | 3単位以上     | 3単位以上     | 3単位以上     | 3単位以上     |
| (7)建築材料        | 2単位以上     | 2単位以上     | 2単位以上     | 2単位以上     | 2単位以上     | 2単位以上     |
| (8)建築生産        | 2単位以上     | 2単位以上     | 2単位以上     | 2単位以上     | 2単位以上     | 2単位以上     |
| (9)建築法規        | 1単位以上     | 1単位以上     | 1単位以上     | 1単位以上     | 1単位以上     | 1単位以上     |
| (1)から(9)の計(a)  | 30単位以上    | 30単位以上    | 30単位以上    | 30単位以上    | 30単位以上    | 30単位以上    |
| (10)その他(b)      | 適宜          | 適宜          | 適宜          | 適宜          | 適宜          | 適宜          |
| (a)+(b)            | 60単位以上    | 50単位以上    | 40単位以上    | 50単位以上    | 40単位以上    | 40単位以上    |
| 建築実務の経験年数 | 卒業後2年以上 | 卒業後3年以上 | 卒業後4年以上 | 卒業後3年以上 | 卒業後4年以上 | 卒業後4年以上 |

なお、二級建築士及び木造建築士については前述の学校等で指定単位を取得して卒業すればより少ない実務経験年数で免許登録でき、高等学校、中等教育学校で指定単位を取得して卒業することでも必要実務経験年数の短縮が可能である。また、これまでは認定された大学・学科側で建築士法に掲げられた内容の科目を設置して講義を開講し、
都道府県の担当者が受験資格要件を満たす学科であるかどうか審査し認証していたが、今後は、審査については建築技術教育普及センターの建築士試験指定科目確認審査委員会により、科目審査に当たる。これとともに、大学側については、学生の単位取得状況をひとりひとり確認し、建築士試験の指定科目修得単位証明書を発行するというシステムに変更された。
さらに、建築士免許登録における実務経験としてこれまで認められていた大学院課程については、今回の改正によって、在学期間中に一定の実務実習（インターン）を積むことを条件とすることとなった。これを受けて、建築実務の各方面において大学院生に実務実習の機会を与える必要が生じている。建築士法には「建築物の設計又は工事監理に係る実践的な能力を培うこと」を目的として建築士事務所等で行う実務実習を｢インターンシップ及び、それに必要となる科目に係る単位」と記載されている。
そして一級建築士免許の登録申請の際に、大学院発行の「大学院における実務経験に係る修得単位証明書」を提出する。実施している大学院等については、「実務経験要件の単位となるインターンシップを実施する大学院」（https://www.kenchikushikai.or.jp/torikumi/internship/daigakuin.html）を参照。取得の単位数を「大学院における実務経験」に該当する年数に換算、30単位以上又は15単位以上修得した場合に2年又は1年の実務経験とみなされることとなる。
職業訓練課程での取得可能の訓練校については、建築関係の認定職業訓練施設一覧を参照。
建築の専門教育を受けていない者の場合、二級建築士又は木造建築士の受験資格を得るには7年以上の実務経験が必要である。更に一級建築士として免許登録するには、一級建築士試験に合格したうえで、二級建築士になった後4年以上の実務経験が必要である。このため、一級建築士として免許登録するには合計11年もの実務経験が必要ということになる。
実際には、二級建築士試験の受験申込から合格し免許が与えられるまでの期間もあるため、二級建築士試験に一度の受験で合格したとしても、最短で12年の期間がなければ実務経験のみで一級建築士免許を取得することはできない。それを避けるため、一級建築士になろうとする者の多くは、大学、専門学校などで専門的な建築学の教育を受け、その程度に応じた実務経験期間の短縮を利用している。しかし最大限に短縮されたとしても、必要な教育及び実務経験の合計が6年を下回ることはない。
実務要件についても、下記の通り定められている。
|                                              | 平成20年11月28日以降の実務経験要件 |
| -------------------------------------------- | --- |
| 「建築実務の経験」として認められるもの       | ◎設計・工事監理に必要な知識・能力を得られる実務 (1)建築物の設計（建築士法第21条に規定する設計をいう。）に関する実務 (2)建築物の工事監理に関する実務 (3)建築工事の指導監督に関する実務 (4)次に掲げる工事の施工の技術上の管理に関する実務 イ 建築一式工事（建設業法別表第一に掲げる建築一式工事をいう。） ロ 大工工事（建設業法別表第一に掲げる大工工事をいう。） ハ 建築設備（建築基準法第2条第三号に規定する建築設備をいう。）の設置工事 (5)建築基準法第18条の3第1項に規定する確認審査等に関する実務 (6)消防長又は消防署長が建築基準法第93条第1項の規定によって同意を求められた場合に行う審査に関する実務 (7)建築物の耐震診断（建築物の耐震改修の促進に関する法律第2条第1項に規定する耐震診断をいう。）に関する実務 (8)大学院の課程（建築に関するものに限る。）において、建築物の設計又は工事監理に係る実践的な能力を培うことを目的として建築士事務所等で行う実務実習（インターンシップ）及びインターンシップに関連して必要となる科目の単位を所定の単位数（30単位以上又は15単位以上）修得した場合に実務の経験とみなされる2年又は1年の実務 ※1 建築士等の補助として当該実務に携わるものを含む。 ※2「建築実務の経験」には、単なる写図工若しくは労務者としての経験又は単なる庶務、会計その他これらに類する事務に関する経験は含まない。 |
| 一部が「建築実務の経験」として認められるもの | 一部の期間「建築実務の経験」と認められない業務を含んでいる場合（認められない業務の期間を除いた期間とする。） |
| 「建築実務の経験」として認められないもの     | 「建築実務の経験」として認められるもの以外の業務 (1)単なる建築労務者としての実務（土工、設計事務所で写図のみに従事していた場合等） (2)昼間の学校在学期間（中退者の在学期間を含む。） |

このため、新制度から土木工学系の学科では軒並み資格指定をされない学科となったり、埼玉大学のように建築教育担当をおいてカリキュラムを整備したなど、対応はさまざまである。
土木工学課程出身で建築家の例は戦前までの山口半六、阿部美樹志の例や、高校が建築科で大学の専攻が土木の出江寛などや近年でも西村浩、贄田健一、猪狩典子、貴志泰正、伊達宏晶らの例がある。もともと地方では家業が建築関係（工務店）であるが、近傍の大学には建築学科がなく、土木工学科に進学し建築士を目指す者も幾人かいたが 2008年度以降の改正により、各大学で対応が迫られた。
公立大学法人大阪市立大学工学部の都市基盤工学科で土木工学科から改組した2005年から2008年度までに入学した学生が、卒業後の所定の実務経験（2年）だけでは一級建築士の受験資格を取得できない者が出てきていることが判明し、本来得られる1級建築士の受験資格がカリキュラムの不備で申請できないという事態が起こる。当時の履修要覧等において、法改正前の卒業後に所定の実務経験（2年）があれば一級建築士の受験資格が得られる学科、と記載していた。ところが、都市基盤工学科のカリキュラムが「一級建築士の受験資格に係る教育課程認定の運用基準」（2003年（平成15年）4月改訂）の要件である、住宅や建築物等の設計製図に対応していなかった。当該時期の卒業生の1級建築士の受験資格は、前回の士法の規定（一級建築士試験の受験資格）第14条「一級建築士試験は、次の各号のいずれかに該当する者でなければ、これを受けることができない――学校教育法 （昭和二十二年法律第二十六号）による大学（短期大学を除く。）又は旧大学令（大正七年勅令第三百八十八号）による大学において、国土交通大臣の指定する建築に関する科目を修めて卒業した者であつて、その卒業後建築に関する実務として国土交通省令で定めるもの（以下「建築実務」という。）の経験を二年以上有する者」が適応の予定であった。現在同学科は都市学科と改名し、同学部の建築学科の指定科目履修で建築学科と同様の実務経験最短年数（一級：2年 二級・木造：0年）で取得が可能である。
2019年現在で土木系学科で所定実務経験を経て建築士受験資格取得できるカリキュラムがある大学・高専は以下の通り。
- 八戸工業大学工学部土木建築工学科
- 茨城大学 工学部 都市システム工学科
- 埼玉大学 工学部 環境社会デザイン学科
- 東京大学 工学部 社会基盤学科
- 東京都市大学 工学部 都市工学科
- 東京都市大学 都市生活学部 都市生活学科
- 日本大学 生産工学部 土木工学科
- 日本大学 理工学部 まちづくり工学科
- 富山大学 都市デザイン学部 都市・交通デザイン学科
- 大阪工業大学工学部 都市デザイン工学科（建築士プログラム）
- 大阪産業大学学部 環境デザイン学科（シビックデザインコース）
- 大阪産業大学 工学部 都市創造工学科 総合コース 構造コース
- 大阪市立大学 工学部 都市学科
- 鳥取大学 工学部 社会システム土木系学科 土木工学プログラム
- 徳島大学 理工学部 理工学科 社会基盤デザインコース
- 香川大学 創造工学部 創造工学科 建築・都市環境コース
- 九州工業大学 工学部 建設社会工学科
- 福井工業高等専門学校 環境都市工学科
- 徳山工業高等専門学校 土木建築工学科(土木系） （平成29年4月以降の入学者は、二級・木造のみ）
- 徳山工業高等専門学校 本科＋専攻科 （土木建築工学科(土木系）＋環境建設工学専攻）
- 高知工業高等専門学校 ソーシャルデザイン工学科 まちづくり・防災コース
- 舞鶴工業高等専門学校 本科＋専攻科 総合システム工学専攻 建設工学コース

さらに、令和2年3月1日の建築士法改正により、令和2年度（2020年度）から下記のように変更となる。
1. 受験資格が見直しされ、実務経験がなくても受験が可能となる。
2. 学科試験免除の仕組みが見直しされ、学科試験合格の有効期限が3年から5年に延長となった。
3. 実務経験の対象実務が見直しされ、実務の範囲が拡大。

1については、これまで実務経験は受験資格要件としていたのであるが、免許登録要件とした。つまり、原則として試験合格の前後にかかわらず、免許の登録の際までに実務経験を該当必要年数積めばよいこととなった。
このため建築士の受験資格を定める法14条一号から実務経験にかかる記述と（一級）、法15条一号から実務経験にかかる記述（二級）が削除された。このことから指定学校で指定科目を修めて卒業の場合ならば、建築士を直ちに受験できる。つまり令和2年3月以降に大学を卒業した者は、卒業年の7月に行われる一級建築士試験を受験できるようになり、工業高校等でも指定科目を修めて卒業すれば、直ちに卒業年の二級建築士を受験できるようになった。
そして、受験資格要件が学歴だけでなく、二級建築士や建築設備士など、他の建築関連資格の取得と実務経験という組み合わせも登録要件となった。
また、大学院等の専門課程｢インターンシップ及び、それに必要となる科目に係る単位」修得を経ての場合は、試験合格していればすぐに建築士の業に従事が可能となった。
（一級の場合）
| 受験資格要件                              | 登録までに必要な実務経験の年数 |
| ----------------------------------------- | ------------------------------ |
| 大学卒業                                  | 2年以上                        |
| 短期大学（3年）卒業                       | 3年以上                        |
| 短期大学（2年）卒業または高等専門学校卒業 | 4年以上                        |
| 二級建築士                                | 二級建築士として4年以上        |
| 国土交通大臣が同等と認める者              | 所定の年数以上                 |
| 建築整備士                                | 建築整備士として4年以上        |

（二級の場合）
| 受験資格要件                     | 登録までに必要な実務経験の年数 |
| -------------------------------- | ------------------------------ |
| 大学・短期大学・高等専門学校卒業 | なし                           |
| 高等学校、中等教育学校           | 2年以上                        |
| 実務経験7年                      | 7年以上                        |
| 都道府県知事が同等と認める者     | 所定の年数以上                 |

2については、従来でも一級建築士の学科試験に合格した者は、その年の設計製図試験のほか、翌年、翌々年についても学科試験が免除され、設計製図試験のみとすることができたが、改正によりさらに設計製図試験の受験タイミングが緩和された。
令和2年からの学科試験に合格した者はその年を含めて、5年以内に実施される設計製図試験のうち、3回を任意に選択して学科免除で受験することが可能となった。
3については、令和2年からの受験者について、実務経験の条件まで見直され、対象実務の範囲が拡大された。
調査や評価、検査なども実務経験として認められるようになり、また土地区画整理事業などの都市計画事業、建築教育や既存建築物の利活用などが追加された。
下記表のうち、太字が追加変更になった項目。
| 実務内容                                 | 項目 | 例など |
| ---------------------------------------- | --- | --- |
| 建築物の設計に関する実務                 | 建築物の特定の部分・機能に係る設計 | |
| 建築物の設計に関する実務                 | 基本計画策定に係る業務のうち、建築士事務所で行われる建築物の設計に関する図書の作成に係る業務 | （図書を作成するために必要となる直接的な業務を含む） 例：設計与条件整理、事業計画検討など |
| 建築物の設計に関する実務                 | 建築士事務所で行われる標準的な設計を行う業務（単なるトレースである業務は除く） | 例：事務所内部で使用する標準仕様の作成、BIM部吊の作成など |
| 建築物の設計に関する実務                 | 解体工事に係る設計 | |
| 建築物の設計に関する実務                 | 建築積算関連業務 | （単なる計算業務を除く） |
| 建築工事の指導監督に関する実務           | 法令に基づく法人による建築工事の指導監督に関する実務 | 例：住宅瑕疵担保責任保険にかかる検査業務（保険検査）、住宅性能表示制度における性能評価業務（性能評価）、独立行政法人住宅金融支援機構の適合証明業務（適合証明）、建築物エネルギー消費性能適合性判定業務（省エネ適判）など （単なる記録に係るものは除く）                                                 |
| 建築物に関する調査又は評価に関する実務   | 建築士事務所で行われる建築物に関する調査又は評価に係る業務 | 例：既存建築物の調査・検査、調査結果を踏まえた劣化状況等の評価、建築基準法第12条第1項に規定する定期調査・報告など |
| 建築工事の施工の技術上の管理に関する実務 | ■以下の業種区分に係る施工の技術上の管理 建築ー式工事、大工工事 以下のいずれも満たす工事 - 専門性が高く独自に施工図の作成が必要となるような工事 - 建築物の部分又は機能の一部に係る工事であって、建築物全体又は多くの機能（構造、設備、計画など）との関係が密接な工事 | 例：鉄骨工事、鉄筋工事、解体工事（4号建築物以外のものに限る）など |
| 建築工事の施工の技術上の管理に関する実務 | 建築設備の設置工事に関する施工の技術上の管理の実務 | |
| 建築・住宅・都市計画行政に関する実務     | 建築行政※ | 例：建築基準法等に係る個々の建築物の審査／検査／指導／解釈／運用等に係る業務、法律に基づき行う認定・審査・判定を行う業務、建築物に係る技術的基準の策定業務など ※従前は、建築確認及び消防長、消防署長が建築基準法第93条第1項の規定によって同意を求められた場合に行う審査に関する実務のみが対象であった。 |
| 建築・住宅・都市計画行政に関する実務     | 住宅行政 | 例：建築物の性能向上等を図る補助金の審査業務、特定空家等の調査など （建築物に直接関係する業務に限る） |
| 建築・住宅・都市計画行政に関する実務     | 都市計画行政 | 例：市街地再開発事業、土地区画整理事業など （具体的な建築物の整備等に係る業務に限る） |
| 建築教育・研究・開発及びそのほかの業務   | 建築土試験に係る全科目を担当可能※でありかつ設計製図を担当する建築教育の教員の業務 | ※所属長が該当性を証明 |
| 建築教育・研究・開発及びそのほかの業務   | 建築物に係る研究 | （ただし査読を経て学会誌に掲載等されるなど、第三者による一定の審査を経て公表等されるものに限る） |
| 建築教育・研究・開発及びそのほかの業務   | 建築士事務所で行われる既存建築物の利活用検討・維持保全計画策定の業務 | （ただし、建築物に直接関係する業務に限る） |

ただし、対象実務は拡大したが、実務経験の証明はより細かくなり、実務経験の申告に必要な第三者の証明となる実務経歴証明書について、建築土事務所での実務の場合では管理建築士又は所属建築士に、それ以外での実務の場合該当法人による証明に限定され、実務経験内容もより詳細な申告を求めるようになっている。そして証明書の末尾には「虚偽の証明をした場合は、処分や告発の対象となり得る」と明記されている。

##### 合格率
おおむね一級建築士試験は10%程度、二級建築士試験は20%程度、木造建築士試験は40%程度となっている。なお、受験資格が厳しく設定されているため、単純に合格率から難易度を判断することはできない。例えば一級建築士試験の合格率は二級建築士試験の約半分であるが、単純に約2倍難しいだけかと言えばそうではなく、一級建築士試験の受験者が既に二級建築士試験合格者のレベルにあることを考慮する必要がある。かといって、二級建築士レベルの受験者が約10%しか合格できない試験であれば一級建築士試験のほうが約10倍難しいかと言えばそうとも言い切れず、製図試験が全く異なった内容であることも影響するため、単純な数値としての判断はできない。
建築士試験合格率
| 年度               | 一級建築士 | 一級建築士 | 一級建築士 | 二級建築士 | 二級建築士 | 二級建築士 | 木造建築士 | 木造建築士 | 木造建築士 |
| 年度               | 学科       | 製図       | 総合       | 学科       | 製図       | 総合       | 学科       | 製図       | 総合       |
| ------------------ | ---------- | ---------- | ---------- | ---------- | ---------- | ---------- | ---------- | ---------- | ---------- |
| 2024年（令和6年）  | 23.3%      | 26.6%      | 8.8%       | 39.1%      | 47.0%      | 21.8%      | 57.3%      | 70.8%      | 39.9%      |
| 2023年（令和5年）  | 16.2%      | 33.2%      | 9.9%       | 35.0%      | 49.9%      | 22.3%      | 65.2%      | 70.4%      | 44.5%      |
| 2022年（令和4年）  | 21.0%      | 33.0%      | 9.9%       | 42.8%      | 52.5%      | 25.0%      | 62.6%      | 59.0%      | 35.5%      |
| 2021年（令和3年）  | 15.2%      | 35.9%      | 9.9%       | 41.9%      | 48.6%      | 23.6%      | 49.9%      | 67.7%      | 33.0%      |
| 2020年（令和2年）  | 22.8%      | 35.2%      | 10.6%      | 41.4%      | 53.1%      | 26.4%      | 53.0%      | 72.1%      | 37.8%      |
| 2019年（令和元年） | 22.8%      | 35.2%      | 12.0%      | 42.0%      | 46.3%      | 22.5%      | 56.1%      | 59.4%      | 33.3%      |
| 2018年（平成30年） | 18.3%      | 41.4%      | 12.5%      | 37.7%      | 54.9%      | 25.5%      | 57.4%      | 64.9%      | 35.8%      |
| 2017年（平成29年） | 18.4%      | 37.7%      | 10.8%      | 36.6%      | 53.2%      | 24.3%      | 48.1%      | 76.0%      | 40.1%      |
| 2016年（平成28年） | 16.1%      | 42.4%      | 12.0%      | 42.3%      | 53.1%      | 25.4%      | 61.4%      | 56.4%      | 35.5%      |
| 2015年（平成27年） | 18.6%      | 40.5%      | 12.4%      | 30.1%      | 54.0%      | 21.5%      | 54.7%      | 50.5%      | 27.3%      |
| 2014年（平成26年） | 18.3%      | 40.4%      | 12.6%      | 37.9%      | 55.3%      | 24.3%      | 52.6%      | 71.9%      | 40.0%      |
| 2013年（平成25年） | 19.0%      | 40.8%      | 12.7%      | 28.3%      | 53.0%      | 19.5%      | 47.5%      | 58.6%      | 28.7%      |
| 2012年（平成24年） | 18.2%      | 41.7%      | 12.4%      | 33.0%      | 52.5%      | 23.1%      | 47.3%      | 68.8%      | 33.2%      |
| 2011年（平成23年） | 15.7%      | 40.7%      | 11.7%      | 38.2%      | 52.6%      | 24.8%      | 52.7%      | 63.8%      | 35.1%      |
| 2010年（平成22年） | 15.1%      | 41.8%      | 10.3%      | 39.4%      | 52.1%      | 24.3%      | 61.6%      | 62.3%      | 37.0%      |
| 2009年（平成21年） | 19.6%      | 41.2%      | 11.0%      | 32.9%      | 53.0%      | 22.8%      | 55.1%      | 62.9%      | 33.7%      |
| 2008年（平成20年） | 15.1%      | 41.7%      | 8.1%       | 37.5%      | 52.0%      | 22.4%      | 60.9%      | 68.1%      | 40.3%      |
| 2007年（平成19年） | 11.3%      | 49.4%      | 8.0%       | 31.9%      | 50.9%      | 19.7%      | 56.4%      | 78.9%      | 44.6%      |
| 2006年（平成18年） | 10.0%      | 31.4%      | 7.4%       | 37.3%      | 55.8%      | 25.4%      | 75.6%      | 49.0%      | 32.6%      |
| 2005年（平成17年） | 25.0%      | 30.3%      | 11.1%      | 33.2%      | 54.5%      | 23.3%      | 74.5%      | 74.4%      | 53.6%      |
| 2004年（平成16年） | 25.2%      | 33.5%      | 10.5%      | 43.9%      | 55.9%      | 27.6%      | 69.9%      | 76.6%      | 52.6%      |
| 2003年（平成15年） | 14.5%      | 40.3%      | 8.1%       | 42.2%      | 55.5%      | 26.5%      | 71.7%      | 66.6%      | 46.2%      |
| 2002年（平成14年） | 10.6%      | 36.6%      | 6.4%       | 32.0%      | 56.1%      | 23.2%      | 58.1%      | 79.3%      | 44.4%      |
| 2001年（平成13年） | 12.7%      | 33.0%      | 6.9%       | 37.0%      | 54.5%      | 24.7%      | 53.3%      | 58.0%      | 30.2%      |
| 2000年（平成12年） | 18.3%      | 44.3%      | 11.4%      | 36.4%      | 55.5%      | 24.1%      | 55.7%      | 68.7%      | 38.0%      |
| 1999年（平成11年） | 18.1%      | 45.6%      | 11.7%      | 35.1%      | 56.6%      | 24.3%      | 70.3%      | 67.9%      | 45.3%      |
| 1998年（平成10年） | 18.6%      | 46.3%      | 11.6%      | 35.9%      | 56.9%      | 24.7%      | 70.4%      | 64.0%      | 40.2%      |
| 1997年（平成9年）  | 18.0%      | 47.6%      | 11.7%      | 35.7%      | 57.1%      | 24.7%      | 70.3%      | 71.5%      | 48.0%      |
| 1996年（平成8年）  | 17.8%      | 47.0%      | 11.9%      | 35.8%      | 54.8%      | 23.7%      | 69.9%      | 73.3%      | 47.2%      |
| 1995年（平成7年）  | 19.0%      | 47.0%      | 11.9%      | 35.3%      | 53.6%      | 22.9%      |            |            |            |
| 1994年（平成6年）  | 17.9%      | 49.9%      | 12.1%      | 35.4%      | 53.9%      | 22.9%      |            |            |            |
| 1993年（平成5年）  | 17.5%      | 48.8%      | 12.0%      | 36.0%      | 54.9%      | 23.7%      |            |            |            |
| 1992年（平成4年）  | 19.1%      | 47.3%      | 12.4%      | 36.1%      | 52.6%      | 22.9%      |            |            |            |
| 1991年（平成3年）  | 19.2%      | 47.5%      | 12.4%      |            |            |            |            |            |            |
| 1990年（平成2年）  | 18.6%      | 47.7%      | 12.2%      |            |            |            |            |            |            |
| 1989年（平成元年） | 18.1%      | 48.0%      | 11.8%      |            |            |            |            |            |            |
| 1988年（昭和63年） | 18.5%      | 48.5%      | 12.3%      |            |            |            |            |            |            |
| 1987年（昭和62年） | 18.3%      | 49.1%      | 12.3%      |            |            |            |            |            |            |
| 1986年（昭和61年） | 17.4%      | 49.7%      | 12.1%      |            |            |            |            |            |            |

#### 免許証
建築士試験の合格者にはA4判の賞状タイプの合格証が発行されていたが、平成20年11月28日の建築士法改正により運転免許証と同サイズの携帯型免許証に移行されることとなった。この時の改正により重要事項説明の際の免許証掲示が義務化されたため、携帯可能なサイズとする必要があった。また、当時紙の合格証を偽造し建築士を騙る事件が起こっていたため、偽造防止のために携帯型免許証には顔写真の掲載とICチップが組み込まれている。ICチップには定期講習受講記録や違反記録が記録されている。

#### その他
建築士法は1950年（昭和25年）7月より施行されたが、一級建築士及び二級建築士に関する規定の施行は1951年（昭和26年）7月とされた（法附則第1項）。法施行以前から建築士の業務を行っていた者については、一級建築士については建設大臣、二級建築士については都道府県知事により、それまでの学歴及び実務経験による選考が行われ（法附則第2項、第3項）、23,000人の一級建築士と38,000人の二級建築士が合格とされた。
建築士に関する逸話として、しばしば「（一級）建築士第1号は田中角栄（元首相）だ」といわれることがあるが、これは誤りである。田中が、「建築士法を議員立法として引き受け成立させた功で一級建築士資格をもらった」との邪推からくる誤解といっていい。確かに田中は、彼自身最初の議員立法として同法の提案者となり、法制定後、「（自分も）一級建築士にしておいてくれ」と秘書を通じて語ったとされる。しかしながら、田中の実務経験は土木が中心だったため、当時の建設省担当者たちが苦心して建築の経験を拾い上げて資格を授与させた、というのが正しい。それでも、選考の途中では田中を第1号とする方向で進められたこともあったらしいが、最終的には極めて事務的に決められ（当時の選考担当者の証言）、山形県在住者の渋江菊蔵が第1号となった。ただし、同法の成立を実質的に牽引した、時の建設省建築指導課長・内藤亮一すら、のちに「田中角栄が一級建築士第1号」と語っており、そのせいで誤解が定着してしまった可能性がある。なお、田中の実際の番号は第16,989号である。
丹下健三など戦前より活躍した著名な設計者が一級建築士資格を持たなかったといわれることもあるが、これもおおよそ誤りで、丹下らのように法制定時すでに建築に関する実務経験を有していた者たちは、たいてい試験を経ることなく選考によって資格を得ている
（丹下の登録番号は15,182）。
「法制定当時は級別でなく単一資格だった」との誤解もあるようだが、これも誤りで、法の構想当初より、日本の場合には西洋とは異なり一般住宅の設計・工事監理に資格認定された技術者の関与が必要という考えから、何らかの級別の資格とする前提で構想が着手され、法制定時にも一級建築士・二級建築士という名称で定められている。

### アメリカの建築士制度
アメリカ合衆国は連邦共和制の国であり、Architect（建築士）についての法律も各州毎に規定されている。しかし各州で共通する部分も多く、法律上の資格者以外がArchitectを名乗ったり、設計や工事監理等の建築業務を行うことは禁止されている。

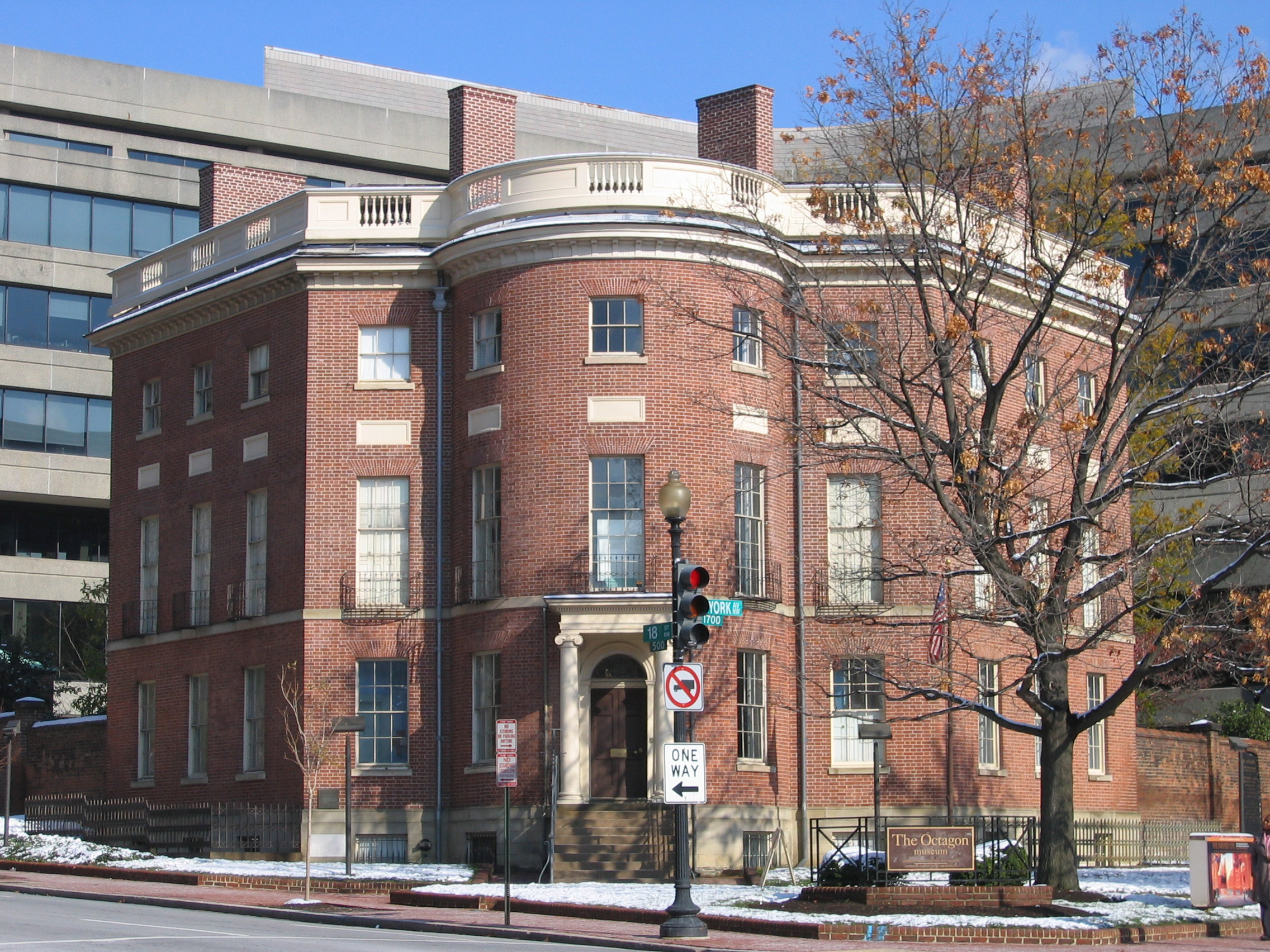
アメリカ建築家協会（AIA）

法律上の資格者となるには、全米建築士登録委員会協議会（National Council of Architectural Registration Boards、NCARB）の実施する建築士試験に合格し登録を受ける必要があり、受験資格として基本的には専門教育と実務経験の双方とも要求されるが、州によっては専門教育を受けずとも8年間程度の実務経験を積むことによって受験が許可されるようになる場合もある。
建築家の加盟する組織としてアメリカ建築家協会（American Institute of Architects、AIA）があるが、日本の建築士会と同様に加入義務はない。

### 中国の建築士制度
中国では注冊建築師条例によって定められ、全国注冊建築師管理委員会の行う一級注冊建築師試験に合格することで一級注冊建築師になることができる。1995年に改正された比較的新しい制度となっており、試験は8科目で構成され、4日間かけて行われる。下位資格として二級注冊建築師がある。

### 台湾の建築士制度
台湾では建築師法によって定められ、考選部の実施する建築師高等考試に合格し内政部から免許の交付を受けることで建築師となる。建築師資格取得後、2年以上の実務経験を積み建築師開業証明書を取得することで、開業建築師となることができる。2000年に法改正がされており、最も新しい部類の制度となっている。

### 韓国の建築士制度
韓国の建築士制度は、国土海洋部が主管する「建築士法」に基づいている。過去には一級建築士と二級建築士に分かれていた時代があったが、1977年以降は「建築士」のみとなっている。建築士となるためには建築士資格試験に合格する必要があり、その前提として建築士予備試験に合格する等の方法で建築士補となる必要がある。また、建築士の加盟する組織として建築士法に基づいて大韓建築士会が設立されている。

### インドネシアの建築士制度
インドネシアでは、建設サービス法により建築士資格が定められている。Arsitek（建築士）となるには、まず建築分野の学位を取得し最低2年の実務経験及びその他の条件を満たすことで初級建築士の資格を得る。次に、専門性向上のため最低2種のコースを受講するとともに最低5年の実務経験及びその他の条件を満たすことで準建築士の資格を得る。更に、専門性向上のため最低4種のコースを受講するとともに最低12年の実務経験及びその他の条件を満たすことで建築士（Arsitek）の資格を得ることができる。

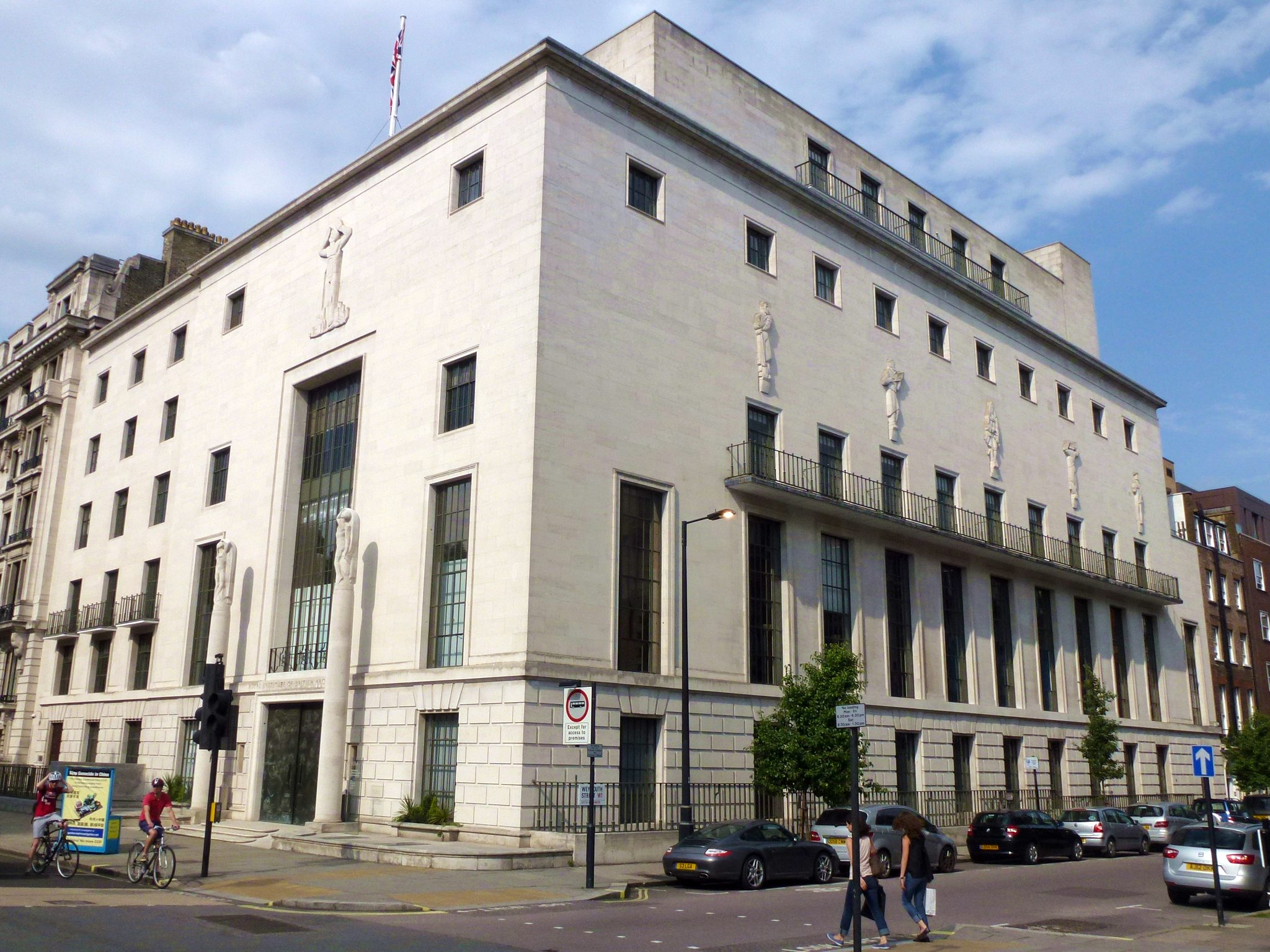
王立英国建築家協会（RIBA）

### イギリスの建築士制度
イギリスでは、1931年に制定され1997年に改正されたen:Architects Act（建築士法）によりen:Architects Registration Board（建築士登録委員会）が定められ、ARBに登録する (en:Registration_of_architects_in_the_United_Kingdom) ことで法律上の資格者となり、「Architect」の名称を使用することができる。しかし業務の独占は定められていないため、Architect以外の者でも設計、工事監理等の業務を行うことができる。
当初の法（Architects_(Registration)_Acts,_1931_to_1938）では登録簿への建築家の名前の入力と登録簿からの名前の削除に関する付随規定が含まれていたが、その後改正。1931年の法律により「the Register of Registered Architects」という名前が付けられましたが、1938年の法律によりその名前は「the Register of Architects」に変更された。登録簿への登録は常に自発的な申請に基づいて行われてきたが、年間登録料の支払いが条件となっており、法律によって常に登録機関に登録簿の最新版を毎年発行することを義務付けられてきた。この登録簿の設立は、1837 年にウィリアム4世による認可によって法人化された英国現役建築家のための専門団体である王立英国建築家協会（Royal Institute of British Architects、RIBA）による長年の交渉の結果である。イギリスではRIBAは建築家の所属する組織としてあるが、日本の建築士会と同様に加入義務はない。
登録簿の維持は、1997年7月から「Architects Registration Board」という法定名称を持つ団体の責務となっている。この機関は英国政府によって省庁に属さない公的機関（Non-departmental_public_body、NDPB）とみなされているが、イギリス高等裁判所の行政裁判所で司法審査（Administrative_Court）を必要とする。

### フランスの建築士制度
フランスでは、1977年の建築法で名称の独占と業務の独占が定められている。国立建築学校等の学位(fr:Diplôme d'architecte diplômé par le gouvernement)を得ることで、法律上の資格者となりArchitecte（建築士）を名乗ることができるが、175平米を超える建築設計業務を行うためには建築士会の地方評議会に登録する(fr:Habilitation_à_exercer_la_maîtrise_d’œuvre_en_nom_propre, HMONP)必要がある。建築家ジャン・プルーヴェは資格を持たず、そのためか自らをarchitecteではなくconstructeurと呼んでいる。

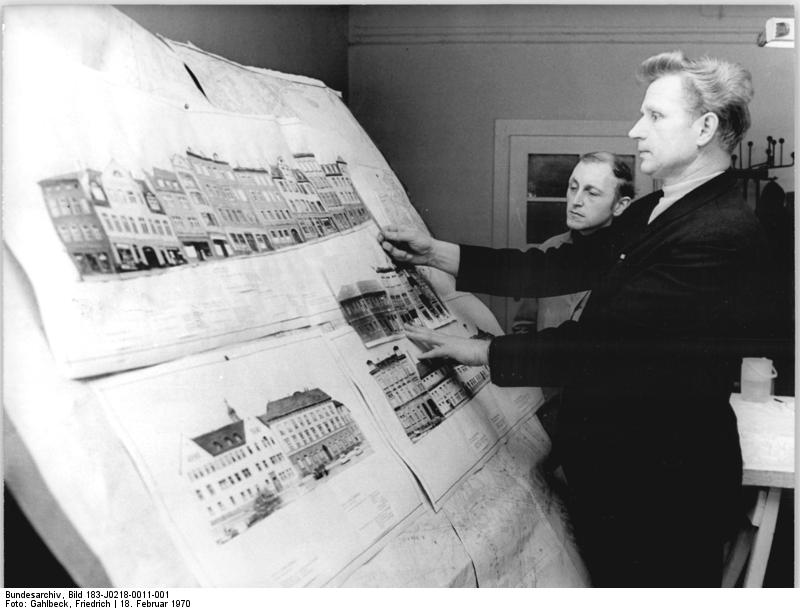
製図台で製図するドイツの建築士

### ドイツの建築士制度
ドイツでは、連邦法によってではなく各州ごとの建築士法によってArchitekt（建築士）の登録制度を定めているが、全ての州に共通して、法律上の資格者以外がArchitektを名乗ることは禁止されている。各州には建築士法に基づいて建築家会議所（Architektenkammer）が設立され、各州の会議所を統括する組織として連邦建築会議所（Bundesarchitektenkammer、BAK）が設立されている。

### イタリアの建築士制度
イタリアでは、5年間の建築専門教育を修了することで建築学士となることができる。つまりイタリアで建築家という職業に就くには、建築学／建築工学の修士号、クラスLM-4（旧制度クラス4/S）が必要で、イタリアでの大学建築学科は、1999年8月2日付法律第264号により、国が直接一元的に組織する学生数限定の学位コースのひとつであり、イタリアの法律では建築学科を卒業した者は、その時点で土木や建築エンジニアと同等の特権を有する。Architetto（建築士）となって設計等の業務を行うためには、国家試験に合格するとともに、専門家団体である「Architetti, Pianificatori Territoriali, Paesaggisti e Conservatori dei beni architettonici e ambientali」への登録が許可される。実務経験は要求されない。
イタリアでは改革により、都市計画家、造園家/ランドスケープアーキテクト、建築・環境遺産の保存修復家（en:Architect conservators）らが統合された職能団体であるOrdine_degli_Architetti,_Pianificatori,_Paesaggisti_e_Conservatoriが、専門家保護の最高機関であり、建築家の居住地に基づいて州単位で組織され、最近では専門家の居住地を居住地と同一視する欧州基準も導入されている。国家試験に合格した後は、定期的に登録することができるとしているが、イタリアでは歴史的建築物に関する業務もまた、特定の法律に縛られた建築家の独占分野となっており、現在、it:CNAPPC統一登録簿に規定されているように、資格によって異なるクラスとカテゴリーとなっている。
イタリアでは、3年制の土木・環境工学系学位課程もあり、その卒業生（クラスL-17 建築学および建築工学、クラスL-23 建築科学と技術、クラスL-7）には、ジュニア・アーキテクト・プランナー登録簿（it:Albo degli Architetti e Pianificatori iunior）に登録するための資格試験を受ける資格、が与えられる。彼らの肩書きはジュニア・アーキテクト（it:architetto iunior）となり、専門的な領域においてある程度の制限を受けることにはなる。すなわち、上級の建築家やエンジニアの設計活動に協力したり、標準化された方法論を使用して簡単な土木建築に関しての自律的な形で課題を遂行したりすることができるようになるというものである。
建築分野のその他の専門職には、it:dottore agronomo（農業専門士）、it:geometra（測量士）、建築専門のit:perito industriale（建築専門家perito edile）がある。これらの専門職は、建築のほか測量、地形造成および土木建築設計に関して基本的かつ補足的な側面を学ぶことを目的とした、別途の課程（dottore agronomoの場合）またはより短い履修課程（geometraおよびperito edileの場合）を経て従事しているため、建築家やエンジニアに比べて、量的な制約がある。
イタリアには自由建築家協会（Associazione_liberi_architetti、ALA）という、イタリアのフリーランスの建築家、エンジニア、ランドスケープアーキテクト、プランナー、修復家が集まる団体も1999年にローマで設立されており、協会の目的として、イタリアの建築、建築環境、景観の質を促進し、イタリアのデザインスタジオの成長と組織化を支援し、国内および国際的なフィールドで競争する能力を向上させることとしている。その役割を果たすために、ALAはイタリアのフリーランスの専門家が活動する枠組みを改善するための法律案を作成・支援し、メディアへの多数の介入や記事によって専門的な政策方針を表明している。協会はローマに本部を置き、ヴァッレ・ダオスタ州、ピエモンテ州、リグーリア州、ロンバルディア州、ヴェネト州、ボルツァーノ自治州、トレント自治州、フリューリ・ヴェネツィア・ジューリア州、エミリア・ロマーニャ州、マルケ州、トスカーナ州、ウンブリア州、ラツィオ州、アブルッツィ州、モリーゼ州、プーリア州、カンパーニャ州、バジリカータ州とルカニア州、カラブリア州、シチリア州、サルデーニャ州といった、イタリア全土の地域に支部を置いている。そして専門職の社会的代表としての機能を持ち、CGIL、CISL、UILからなる労働組合のカウンターパートと、専門職スタジオの従業員のための全国労働協約や、イタリア自由職業連盟Confprofessioni、およびそれを通じてブリュッセルに本部を置くヨーロッパ自由職業連盟CEPLISに加盟しているほか、2年に1度開催される国際デダロ・ミノッセ賞の創設と協賛、建築家とクライアントのストーリーを伝える一連の映画を上映する隔年イベントデダロ・ミノッセ・シネマの創設とプロモート団体でもある。他国の同様の建築家協会と協力しており、特にアメリカ合衆国建築家連盟AIAを通してアメリカの建築家、さらにバルト諸国の建築家、ロシアの建築家、フィリピンの建築家、ブエノスアイレスの建築家、ASJを通して日本の建築家らと協力協定を結んでいる。

## 社会的責任
コストコ#東日本大震災に伴う崩落事故、懈怠 (法学)#建築士法等、建築物の設計及び工事監理は公共の安全に重大な影響をもたらすため、建築士の社会的責任は大きい。
日本においては2005年に発覚した建造物の構造計算書を偽造する事件が、建築士の社会的信用を傷つける事件であった。
事件後調査において、他の構造偽装例は僅かであったが、下請設計者において本来一級建築士のみ可能な規模の建築物の構造設計を二級建築士が行っていたり、建築設備の設計を設計資格者ではない建築設備士、技術士等が建築士事務所登録を受けずに下請けとして請負っていた事が判明した。

これら無資格者への設計委託を厳格に禁止する為、「再委託規制」「重要事項説明義務」「構造設計一級建築士」「設備設計一級建築士」が新たに設けられ、不用意な資格者以外への設計業務委託が行われないよう厳しく管理することが建築士に義務付けられた。この問題に関しては、そもそも建築確認検査業務を民間に開放したのが間違いとして、国の責任を問う意見も多かった。
2007年には大手ハウスメーカーが事業主で横浜市西区に建築計画していた9階建マンションの構造計算書が、マンション設計を担当した建築設計事務所から受注した構造設計事務所から下請けとして担当した一級建築士に偽造されていたことが横浜市の調査などで発覚。他の共同住宅や公共建築にも関与していた疑いがもたれた。
2008年にはハウスメーカーに所属していた同社社員が静岡県浜松市内の戸建住宅やアパートなど10棟について市長印付の公文書書類を偽造して確認申請書に添付、このうち3棟については建築確認もなしに着工、このため有印公文書偽造・同行使容疑で逮捕され、国土交通省は2009年4月9日付で同社の管理建築士に建築士としての業務停止と、工事監理者に業務停止3月の懲戒処分を下している。
このように、建築士法第23条の二（登録の申請）において、建築士事務所の登録をする際、開設者と管理建築士を届け出るが、管理建築士・設計者・工事監理者といった建築士資格者が厳格に処罰される一方、建築士事務所の開設者・経営者が無資格者である場合は、実質的な主導者であっても責任が曖昧にされることが多い。

## 建築に関する賞
下記の4賞が世界的に最も良く知られている。
- RIBAゴールドメダル（Royal Gold Medal）
  - 王立英国建築士会（Royal Institute of British Architects）から贈られる。1848年に始まり150年を超える歴史を持つ。
- AIAゴールドメダル（AIA Gold Medal）
  - アメリカ建築士会（American Institute of Architects）から贈られる。1907年に始まり100年を超える歴史を持つ。
- プリツカー賞（Pritzker Architecture Prize）
  - ハイアット財団（The Hyatt Foundation）から贈られる。1979年に始まった比較的新しい賞ではあるものの、建築界のノーベル賞に例えられることもある。
- 高松宮殿下記念世界文化賞（Praemium Imperiale）建築部門
  - 日本美術協会（Japan Art Association）から贈られる。高松宮宣仁親王の「世界の文化芸術の普及向上に広く寄与したい」という遺志を継ぎ、ノーベル賞の文化芸術分野を補完する賞として1988年に創設された。

日本国内の建築については、日本建築学会から贈られる日本建築学会賞と、吉岡文庫育英会から贈られる吉岡賞が知られている。

## 建築士に関する日本の団体
- 日本建築士会連合会
  - 各都道府県、建築士会（士会）
- 日本建築士事務所協会連合会
  - 各都道府県、建築士事務所協会（事務所協会）

## 建築士が登場する作品
- 冬こそ獣は走る
- ぼくのおばあちゃん
- 最高の恋人
- 未来予想図 〜ア・イ・シ・テ・ルのサイン〜
- 花王ファミリースペシャル スニーカーレディは一級建築士
- シルバーレイン
- ラストプレゼント 娘と生きる最後の夏
- 風水学園
- パパとなっちゃん
- みんなのいえ
- のどかnobody
- イマジン (漫画)
- 大改造!!劇的ビフォーアフター
- 天うらら
- 恋するマドリ
- 大阪豆ゴハン
- 恋仲
- りびんぐゲーム
- 結婚できない男